# Molophilus (Molophilus) breviramus
Molophilus (Molophilus) breviramus is een tweevleugelige uit de familie steltmuggen (Limoniidae). De soort komt voor in het Neotropisch gebied.